# Rhoasphondylia sanpedri
Rhoasphondylia sanpedri är en tvåvingeart som beskrevs av Wunsch 1979. Rhoasphondylia sanpedri ingår i släktet Rhoasphondylia och familjen gallmyggor.
Artens utbredningsområde är Colombia. Inga underarter finns listade i Catalogue of Life.